# Confédération des syndicats de travailleurs d'Indonésie
La Confédération des syndicats de travailleurs d'Indonésie, en indonésien Konfederasi Serikat Pekerja Indonesia (KSPI) est une organisation syndicale indonésienne créée en 2003. Elle est affiliée à la Confédération syndicale internationale.

## Organisations affiliées
Elle regroupe les fédérations suivantes :
- PGRI (Persatuan Guru Republik Indonesia) : enseignants
- SPN (Serikat Pekerja Nasional Tekstil dan Garmen) : habillement et textile
- Kahutindo (Federasi Serikat Pekerja Perkayuan dan Kehutanan) : travailleurs du bois et forestiers
- KEP (Federasi Serikat Pekerja Kimia, Energi, Pertambangan, Minyak dan Gas dan sejenisnya) : chimie, énergie, mines
- ASPEK Indonesia (Asosiasi Serikat Pekerja sektor Service) : services
- FARKES-Ref (Federasi Serikat Pekerja Farmasi dan Kesehatan) : pharmacie et santé
- ISI (Federasi Serikat Pekerja Industri Semen) : cimenteries
- PPMI (Serikat Pekerja sektor Percetakan, Publikasi dan Media Informasi) : imprimerie et médias
- PAR-Reformasi (Serikat Pekerka sektor Pariwisata) : tourisme.

Il revendique 3 millions de membres.